# Brian Probyn
Brian P. Probyn (* 30. November 1920 in London-Lambeth, Vereinigtes Königreich; † 25. November 1982 in Sydney, Australien) war ein britischer Kameramann.

## Leben und Wirken
Nach Jahren als Kameraassistent und einfacher Kameramann stieg Probyn Anfang der 60er Jahre zum Chefkameramann auf. Sein erster Arbeitgeber war die BBC. In der Folgezeit fotografierte Probyn eine Reihe von Kurzfilmen und minder wichtige Unterhaltungsfilmen, aber auch einige wenige, künstlerisch ambitionierte A-Produktion wie Ken Loachs Slumdrama Poor Cow – Geküßt und geschlagen und Terrence Malicks Außenseiter-, Road- und Gangster-Movie Badlands – Zerschossene Träume. Anfang 1969 war Probyn Kameramann bei dem amerikanischen Skifahrerfilm Schußfahrt mit Robert Redford.
1973 ließ sich Probyn im australischen Sydney nieder. Dort setzte er seine Arbeit als Chefkameramann fort und arbeitete überdies als Dozent für Kameraarbeit an der Australian Film & TV School.

## Filmografie
- 1962: The War Game (Kurzfilm)
- 1963: Lewis Mumford on the City (Dokumentarkurzfilmreihe, auch Regie)
- 1964: The Great Steam Fire (Kurzfilm)
- 1965: Do it on the Whistle (Kurzfilm)
- 1966: Jamina & Johnny (Kurzfilm)
- 1967: Poor Cow – Geküßt und geschlagen (Poor Cow)
- 1968: Tödlicher Tag (The Long Day’s Dying)
- 1968: The Magic Apple Tree (Kurzfilm)
- 1969: Arthur Arthur
- 1969: Schußfahrt (Downhill Racer)
- 1970: The Revolutionary
- 1970: Ti Lung – der tödliche Schatten des Mr. Shatter (Shatter) (UA: 1974)
- 1971: The Jerusalem File
- 1972: Ehe der Morgen graut (Straight on Till Morning)
- 1972: Wer zuletzt lebt, lebt am besten (Innocent Bystanders)
- 1972: Man at the Top
- 1973: Frankensteins Höllenmonster (Frankenstein and the Monster From Hell)
- 1973: Ein irrer Trip im Wahnsinnsbus (Holiday on the Buses)
- 1973: Dracula braucht frisches Blut (The Satanic Rites of Dracula)
- 1973: Badlands – Zerschossene Träume (Badlands)
- 1974: Inn of the Damned
- 1975: Plugg
- 1976: Jog’s Trot (Kurzfilm)
- 1976: Auf der Fährte des Tigers (Target of an Assassin)
- 1977: Der verbotene Baum (The Mango Tree)
- 1978: Tobys Reise in ein unbekanntes Land (Little Convict) (Trickfilm)
- 1980: Gary’s Story (Kurzfilm)
- 1981: Exposure Factors (Kurzfilm)
- 1982: Far East
- 1982: Sweet Dreamers
- 1982: 18-Foot People (Dokumentarfilm)